# Evoluție convergentă
Evoluția convergentă se referă la procesul prin care organisme diferite, adesea neînrudite din punct de vedere evolutiv, dezvoltă caracteristici similare sau asemănătoare ca răspuns la aceleași presiuni de mediu sau nevoi funcționale. Acest fenomen ilustrează că evoluția poate duce la soluții similare în ceea ce privește adaptările, chiar dacă linia ancestrală nu este aceeași. Un exemplu clasic este aripa, care a evoluat independent la păsări, lilieci și insecte pentru a le permite să zboare. Acest proces subliniază modul în care selecția naturală poate conduce la convergența evolutivă atunci când anumite trăsături conferă un avantaj adaptativ într-un anumit mediu.